# Ecnomus argonautos
Ecnomus argonautos är en nattsländeart som beskrevs av Luadee och Malicky 1999. Ecnomus argonautos ingår i släktet Ecnomus och familjen trattnattsländor. Inga underarter finns listade i Catalogue of Life.